# ジン・レコード
ジン・レコード (Jin Records)は、アメリカ合衆国ルイジアナ州を拠点とするレコード・レーベル。主にスワンプ・ポップのレコードをリリースしている。なお、ルイジアナ州にはジェイ・ミラーが設立したZynn（ジンあるいはズィンと発音）というレーベルもあり、時期や音楽ジャンルも重なるので注意を要する。

## 来歴
1958年にフロイド・スワロー（Floyd Soileau、1938年11月2日 - ）によって設立された。スワローは、高校生の頃から地元ラジオ局KVPIでケイジャン・ミュージックをかけるDJとして活動。卒業後は、フロイズ・レコード・ショップを開店している。ジンの設立と同時期にスワロー・レコードも立ち上げている 。ジンの名前は1959年にスワローの妻となった高校時代のガールフレンド、ジンヴァーから名づけた。スワロー（Swallow）は自身の姓の発音を綴りを変えたものだった。当初はこの2つのレーベルがリリースする音楽には違いは見られなかったが、徐々にジンは後にスワンプ・ポップと称されることになる地元ルイジアナ南部のロックンロール、スワローはケイジャン音楽に焦点を当てていくこととなった。
ジンは300枚以上のシングル、100枚に上るLPレコードをリリースした。その中には、ロッド・バーナード、トミー・マクレイン、ジョニー・アラン、クリント・ウェスト＆ザ・ブギー・キングス、ウォーレン・ストームらがいた。中でも、1958年リリースのバーナードの「This Should Go On Forever」はBillboard Hot 100の20位になるなど、全米で大ヒットとなっている。
スワローは、1975年にはザディコ、クレオール・ミュージック、ブルースを専門とするメゾン・デ・ソウル・レコードも立ち上げている。一方フロイズ・レコード・ショップも続け、レコーディング・スタジオ、レコードのプレス工場も設立しているが、プレス工場については1994年に放火で消失している。
スワローは、現在もこれらのビジネスの経営者として活動している。